# Podagrion helictoscela
Podagrion helictoscela is een vliesvleugelig insect uit de familie Torymidae. De wetenschappelijke naam is voor het eerst geldig gepubliceerd in 1926 door Masi.